# Lechea lakelae
Lechea lakelae är en solvändeväxtart som beskrevs av Robert Lynch Wilbur. Lechea lakelae ingår i släktet Lechea och familjen solvändeväxter. Inga underarter finns listade i Catalogue of Life.